# Marek Olechowski
Marek Olechowski (ur. 1957) – polski koszykarz występujący na pozycji skrzydłowego, wielokrotny medalista mistrzostw Polski.

## Osiągnięcia
Na podstawie, o ile nie zaznaczono inaczej.
Klubowe
- 2-krotny mistrz Polski (1985, 1986)
- 2-krotny brązowy medalista mistrzostw Polski (1981, 1984)
- Zdobywca Pucharu Polski (1983)
- Finalista Pucharu Polski (1984)
- Awans do najwyższej klasy rozgrywkowej (1977)

Reprezentacja
- Uczestnik mistrzostw Europy U–18 (1976 – 6. miejsce)[3]